# Otto Schmidt
Otto Iulievici Schmidt (în rusă Отто Юльевич Шмидт, n. Otto Friedrich Julius Schmidt, n. 18/30 septembrie 1891, Moghilău, Imperiul Rus – d. 7 septembrie 1956, Moscova, RSFS Rusă, URSS) a fost un om de știință, matematician, astronom, academician, geofizician, politician și om de stat sovietic. În 1937 a primit titlul de Erou al Uniunii Sovietice.

## Biografie
Născut în Moghilău, Belarus (pe atunci în Imperiul Rus), tatăl său era de origine germană, iar mama sa era de origine letonă. În familia sa se vorbeau limbile rusă, germană și letonă. Ulterior, Schmidt a declarat că se consideră ca aparținând culturii ruse.
În 1913 a absolvit Universitatea din Kiev, unde a început să lucreze din 1916. În 1918 s-a înscris în Partidul Social Democrat al Muncii din Rusia (fracțiunea internaționalistă), care a fuzionat ulterior cu Partidul Comunist al Rusiei (bolșevic). După revoluția din Octombrie a îndeplinit funcția de comisar al poporului, iar între anii 1921-1922 a fost Comisar al Poporului pentru Finanțe (ministru de finanțe) al RSFS Ruse. Apoi a lucrat la Comisariatul Poporului pentru Educație. Schmidt a fost unul dintre dezvoltatorii sistemului educațional din RSFS Rusă. 

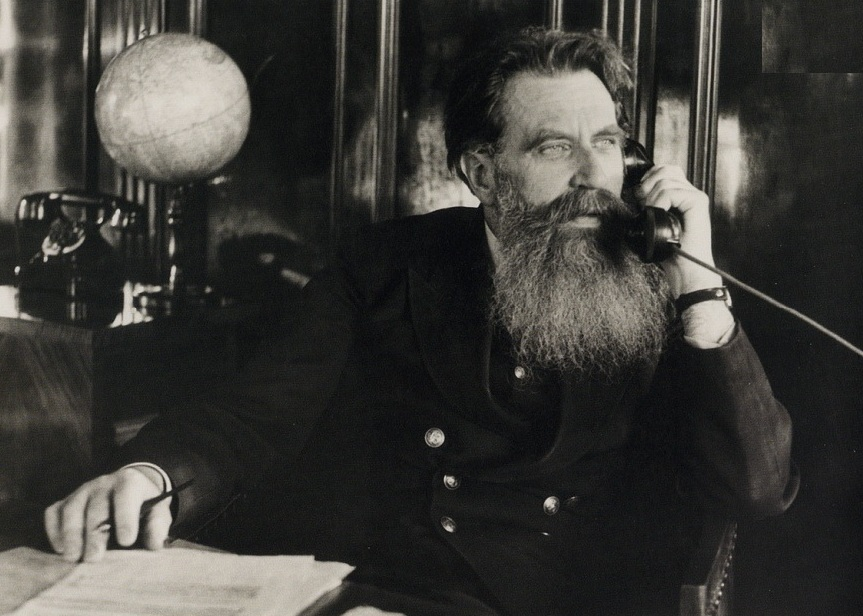
Otto Schmidt în 1936

Ulterior, a ocupat mai multe funcții în URSS. A fost membru al Comitetului Central Executiv al Uniunii Sovietice și deputat în Sovietul Suprem între 1938-1946. 

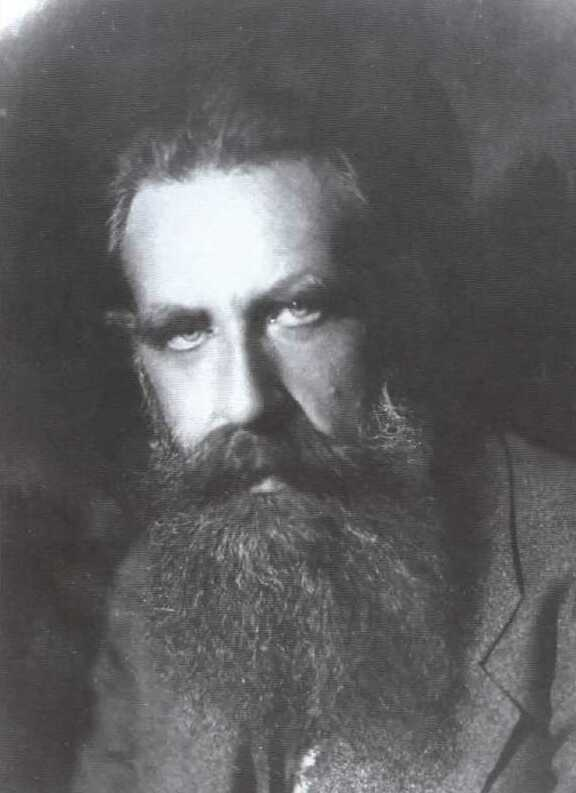
Schmidt în 1937

În paralel cu activitatea politică, Schmidt a dus și o importantă activitate științifică. A fost profesor la Universitatea de Stat din Moscova. A fost și explorator al Arcticii. În 1922, Schmidt și soția sa au fost membri fondatori al Asociației Psihanalitice Ruse. Aceasta a fost o organizație care a succedat „Societatea Psihanalitică din Moscova”, care a fost fondată în 1911 de Leonid Drosnés și Nikolai J. Osipov. Otto Schmidt s-a ocupat de traducerea lucrărilor lui Freud în rusă. În 1923, Vera și Otto Schmidt l-au cunoscut pe Sigmund Freud la Viena, unde au discutat despre dezvoltarea psihanalizei în Rusia. 
Schmidt a decedat în 1956, la Moscova. 
Asteroidul 2108 Otto Schmidt, descoperit în 1948 de către astronomul Piełagieję Szajn, a fost denumit în cinstea sa.